# Vilarinho (Santo Tirso)
Vilarinho is een plaats (freguesia) in de Portugese gemeente Santo Tirso en telt 4036 inwoners (2001).